# Кельи настоятельские, наместнические, казначейские и братские Хутынского Варлаамова монастыря
Кельи настоятельские, наместнические, казначейские и братские (сестринские) — памятник архитектуры. Расположен в Хутынском монастыре. Двухэтажное здание протяжённостью более 70 метров состоит из нескольких объёмов, построенных в разное время.
Старейшая из частей — южная часть длиной 40 м, настоятельские кельи. На западном и южном фасаде сохранились наличники, также встречающиеся на северной галерее собора — и больше нигде в Новгороде; исходя из этого, сравнивая с датами постройки галереи, постройку келий относят к концу 1640-х годов.
Далее были построены наместнические кельи (Архиерейский дом), на настоящее время — западный ризалит корпуса, изначально — 2-3-хэтажное здание 13,6 × 13,3 м. Согласно исследованию изразцов и раскраски, С. И. Сивак считает, что эта часть была построена в 1680-х годах. В конце XVII был построен соединяющий упомянутые объёмы казначейский корпус, при этом между ним и настоятельскими кельями была оставлена арка с каменной надвратной церковью Феоктиста архиепископа новгородского. Во второй половине XVIII века корпус продлили братскими кельями до трапезной.
Фасады здания расчленены лопатками там, где внутри здания проходят внутренние стены. Здание декорировано фризами, нишами, разнообразными окнами, в том числе с наличниками. На Архиерейском доме есть изразцы, яркая раскраска, белокаменные детали. Внутри здание секционное (несколько келий обладают общим входом, сгруппированы в блоки). У здания есть внутристенная лестница, также попасть на второй этаж можно было по крыльцам. В помещениях были своды с распалубками.
В конце XVIII века и в 1838 году корпус перестраивали, при этом второй этаж сделали более высоким, разобрав верхнюю часть стен (везде, кроме Архиерейского дома и южной части настоятельских келий), сделаны заново окна, срублен декор, сменены крыльца, в целом зданию придан вид классицистического. Надвратный храм перестроили и освятили в честь Иоанна Богослова в 1839 году, в 1917 году его упразднили (и, вероятно, разобрали).
Во время Великой Отечественной войны были утрачены кровли, перекрытия, заполнения проёмов, частично была утрачена кладка, в стенах были пробоины и трещины. В 1957 году здание обследовала О. Д. Савицкая. К 1970-м годам памятник был руинирован, с утратами сохранялся во всю высоту Архиерейский дом и западная стена. В 1978 году начались исследования с разборкой завалов и созданием укреплений, в 1982 году Г. М. Штендер и Г. П. Никольская составили проект восстановления в формах XVII—XIX веков; в дальнейшем проект уточнялся и дополнялся, окончательно он был реализован лишь к 1996 году, причём в 1994—1996 годах работы велись без систематического архитектурного надзора.